# Makot
Makot  est un village de la région du Centre du Cameroun. Il est localisé dans l'arrondissement (commune) de Messondo. On y accède par la piste rurale qui lie Manguengues à Likouck.

## Population et société
En 1963, la population de Makot était de 216 habitants. Makot comptait 207 habitants (91 habitants pour Makot I et 371 habitants pour Makot II) lors du dernier recensement de 2005. La population est constituée pour l’essentiel de Bassa.
Village du Professeur NGOWE NGOWE Marcelin,Agrégé de Chirurgie Générale ( CAMES),Doyen Honoraire des Facultés de Médecine de Buea ( FHS-2012 à 2019)  et de Douala ( 2019 à 2024).